# Maple Creek (Saskatchewan)
Maple Creek é uma pequena cidade na Divisão Nº4 da província canadense de Saskatchewan. De acordo com o censo canadense de 2016, a população de Maple Creek é de aproximadamente 2 mil pessoas.
A cidade está a 103 quilômetros a sudeste da cidade de Medicine Hat em Alberta.